# Mitsou ou Comment l'esprit vient aux filles
Pour les articles homonymes, voir Mitsou.
Mitsou ou Comment l’esprit vient aux filles est un roman de Colette, publiée en 1919.
Le roman sera adapté au cinéma en 1956 par Jacqueline Audry.

## Résumé
Mitsou est une femme de 24 ans, ayant pour ami un homme d’une quarantaine d’années : Pierre. Issue  d’une famille pauvre, elle a réussi à se faire un nom dans un music-hall dont elle est la vedette. Mais, si elle dispose de bien plus d’argent qu’à son enfance, elle n’a aucun goût ; ainsi, son appartement est très mal meublé et elle n’a réuni que les objets dont elle rêvait enfant, sans y mettre une quelconque harmonie. Elle mène une vie très simple, sans passions ni transports, sa relation avec Pierre n’a jamais été menacée par une dispute en trois ans, et elle affirme : « Moi je ne le cherche pas : la tranquillité ! »
Mais un jour, Petite Chose, une autre employée du music-hall, cache deux soldats dans la loge de Mitsou, seule pièce sûre du lieu. Mitsou ignore totalement les deux hommes, cachés dans son placard devant lequel elle se déshabille sans aucune gêne, tout en menant une conversation superficielle et totalement désintéressée. Soudain, Pierre rentre et est étouffé par la jalousie à la vue de ces deux beaux jeunes hommes, ce dont s'amuse Mitsou.
Quelques jours plus tard, Mitsou reçoit un colis de la part du lieutenant Bleu, un des deux soldats, la remerciant pour son hospitalité et lui offrant de la poudre et des flacons. Mitsou, surprise, et de nouveau découverte par Pierre, commence à s’intéresser au lieutenant. Sachant que Petite Chose a l'adresse des soldats, elle l’invite à déjeuner chez elle pour obtenir celle de son admirateur. Là, elle se lie d’amitié avec Petite Chose qui lui reproche sa passivité et sa constance, elle qui est toujours à la recherche de nouvelles proies. Petite Chose finit par lui donner l’adresse, fière de voir son élève faire des progrès. Se met ensuite en place une liaison épistolaire entre les deux personnages, qui dure 2 mois, par laquelle ils s’avouent tous deux leurs sentiments.
Enfin, le lieutenant Bleu, rappelé à Paris, se rend voir Mitsou. Mais il découvre là une Mitsou totalement différente de la femme des lettres, et ne la trouve pas toujours désirable. Bien qu’il soit fier de sa beauté, et qu'il la trouve resplendissante quand elle est triste, le lieutenant juge Mitsou un peu idiote, sans raffinement, et il est dégoûté par son appartement. Il passe toutefois la nuit chez elle et la quitte le lendemain, déçu. Il lui envoie ensuite une lettre où il prétexte une mission avec son commandant pour échapper à leur rendez-vous fixé dans l’après-midi. Mitsou, assez lucide, lui répond en expliquant qu’elle comprend qu’elle ne réponde pas à ses attentes, mais qu’elle l’aime et qu'elle tâchera de changer selon ses vœux. Quand bien même elle ne le reverrait pas, elle le remercie de l’avoir sortie de l’inertie dans laquelle elle avait sombré, car grâce à cette liaison, elle s’est rendu compte de la fadeur de la vie qu’elle menait.

## Adaptation
- 1956 : Mitsou ou Comment l'esprit vient aux filles, film français réalisé par Jacqueline Audry, avec Danièle Delorme, Fernand Gravey, François Guérin et Claude Rich.